# Америчка Самоа на Летњим олимпијским играма 2016.
Америчка Самоа је на Летњим олимпијским играма 2016. у Рио де Жанеиру  учествовала са четворо спортиста (три мушкарца и једна жена), који су се такмичили у четири спорта..
Ово је било узастопно осмо учешће Америчке Самое на Летњим олимпијским играма од пријема МОК.
Заставу Америчке Самое на свечаном отварању Игара 5. августа носио је дизач тегова Танумафили Јунгблут.

## Учесници по спортовима
| Спорт         | Мушкарци | Жене | Укупно |
| ------------- | -------- | ---- | ------ |
| Атлетика      | 1        | 1    | 2      |
| Дизање тегова | 1        | 0    | 1      |
| Џудо          | 1        | 0    | 1      |
| Укупно (3)    | 3        | 1    | 4      |

## Резултати

### Атлетика
Представници Америчке Самое у атлетским такмичењима нису испинили норме за учешће на Играма, али су искористили ново правило на Национални олимпијски комитети ако немају ниједног спортисту, који је испунио норму, могу послати по једног спортисту у мушкој и женској конкуренцији, без обзира на постигнути резултат. Ово омогућава да сваки НОК има најмање два представника у атлетици на Играма.
Мушкарци
| Атлетичар    | Дисциплина | Лични рекорд | Предтакмичење | Предтакмичење | Група            | Група            | Полуфинале       | Полуфинале       | Финале           | Финале        | Детаљи |
| Атлетичар    | Дисциплина | Лични рекорд | Резултат      | Место         | Резултат         | Место            | Резултат         | Место            | Резултат         | Место         | Детаљи |
| ------------ | ---------- | ------------ | ------------- | ------------- | ---------------- | ---------------- | ---------------- | ---------------- | ---------------- | ------------- | ------ |
| Исак Силафау | 100 м      |              | 11,51         | 5. у гр. 2    | Није се пласирао | Није се пласирао | Није се пласирао | Није се пласирао | Није се пласирао | 77. / 83 (83) |        |

Жене
| Атлетичарка  | Дисциплина | Лични рекорд | Предтакмичење | Предтакмичење | Група              | Група              | Полуфинале         | Полуфинале         | Финале             | Финале   | Детаљи |
| Атлетичарка  | Дисциплина | Лични рекорд | Резултат      | Место         | Резултат           | Место              | Резултат           | Место              | Резултат           | Место    | Детаљи |
| ------------ | ---------- | ------------ | ------------- | ------------- | ------------------ | ------------------ | ------------------ | ------------------ | ------------------ | -------- | ------ |
| Јордан Магео | 100 м      |              | 13,72         | 6. у гр. 3    | Није се пласиралао | Није се пласиралао | Није се пласиралао | Није се пласиралао | Није се пласиралао | 75. / 79 |        |

### Дизање тегова
Америчка Самоа је добила позив од трипартитне комисије да на Олимпијске игре пошаље дизача тегова Танумафили Јунгблута у категорији до 94 kg, означавајући олимпијски повратак нације у овом спорту први пут од 2004. године.
Мушкарци
| Дизач               | Дисциплина | Трзај | Трзај | Избачај | Избачај | Укупно | Пласман | Детаљи                                       |
| Дизач               | Дисциплина | Рез.  | Плас. | Рез.    | Плас.   | Укупно | Пласман | Детаљи                                       |
| ------------------- | ---------- | ----- | ----- | ------- | ------- | ------ | ------- | -------------------------------------------- |
| Танумафили Јунгблут | - до 94 kg | 141   | НЗ    |         |         |        | НЗ      | Архивирано на веб-сајту (22. септембар 2016) |

### Џудо
Америчка Самоа имала је на Играма једног џудисту у мушкој конкуренцији у категорији до 73 kg. Бенџамин Вотерхаус пласирао се на основу континенталне квоте Океаније као усамљени џудиста нације која није имала директно квалификованог на основу  ИЈФ Светске ранг листе 30. маја 2016. 
Мушкарци
| Џудиста            | Дис.    | Коло 32            | Коло 16                               | Четвртфин.           | Полуфин.             | Репасаж 1            | Репасаж 2            | Меч за бронзу        | Финале               | Финале               | Детаљи                                    |
| Џудиста            | Дис.    | Противник Резултат | Противник Резултат                    | Противник Резултат   | Противник Резултат   | Противник Резултат   | Противник Резултат   | Противник Резултат   | Противник Резултат   | Плас.                | Детаљи                                    |
| ------------------ | ------- | ------------------ | ------------------------------------- | -------------------- | -------------------- | -------------------- | -------------------- | -------------------- | -------------------- | -------------------- | ----------------------------------------- |
| Бенџамин Вотерхаус | − 73 kg | сл.                | Repiyallage · Шри Ланка · Пор 000–101 | Није се квалификовао | Није се квалификовао | Није се квалификовао | Није се квалификовао | Није се квалификовао | Није се квалификовао | Није се квалификовао | Архивирано на веб-сајту (1. октобар 2016) |